# Eleanor Kahn
Eleanor Kahn (New York, 23 ottobre 1903 – Rochester, settembre 1982) è stata un'attrice statunitense, attiva come attrice bambina nel cinema muto americano dal 1911 al 1915 (tra gli 8 e i 12 anni d'età).

## Biografia
Nata nel 1903, Eleanor Kahn è dal 1911 tra gli attori bambini di punta della Essanay Film Manufacturing Company.
I piccoli interpreti della compagnia sono impiegati ogniqualvolta si richieda la loro presenza, in parti di supporto ma anche con ruoli di protagonisti. Dal 1911 al 1915 Eleanor è l'attrice bambina cui la compagnia fa costantemente affidamento per le parti più impegnative. Con frequenza appare in ruoli di protagonista, che ne fanno una delle più popolari e celebrate attrici bambine dell'epoca.
La carriera attoriale della bambina si interrompe nel 1915 alle soglie dell'adolescenza. Da allora la sua vita si svolge lontana dal mondo dello spettacolo.
Muore nel 1982 a Rochester (New York), all'età di 78 anni.

## Riconoscimenti
- Young Hollywood Hall of Fame (1908-1919)

## Filmografia
- The Clown's Baby (1911)
- The Passing Shadown(1912)
- An Adamless Eden (1912)
- Her Adopted Father (1912)
- Billy McGrath's Love Letters (1912)
- The Crossing Policeman (1912)
- Tapped Wires, regia di Theodore Wharton (1913)
- Bread Upon the Waters (1913)
- The Love Theft (1913)
- Three Scraps of Paper (1913)
- Thy Will Be Done (1913)
- The Pay as You Enter Man (1913)
- A Vagabond Cupid (1913)
- When Love Is Young (1913)
- Hearts and Flowers (1914)
- The Other Girl, regia di E.H. Calvert (1914)
- Let No Man Escape (1914)
- Pierre of the North (1914)
- Mongrel and Master (1914)
- An Angel Unaware (1914)
- The New Teacher (1915)
- The Little Straw Wife, regia di Joseph Byron Totten (1915)
- The Danger of Being Lonesome (1915)